# Dendrobium sutepense
Dendrobium sutepense är en orkidéart som beskrevs av Robert Allen Rolfe och Dorothy Downie. Dendrobium sutepense ingår i släktet Dendrobium, och familjen orkidéer. Inga underarter finns listade i Catalogue of Life.